# الجوس (الشعر)

تعديل مصدري - تعديل

الجوس محلة تابعة لقرية شعب، التابعة لعزلة المفتاح بمديرية الشعر إحدى مديريات محافظة إب في الجمهورية اليمنية، بلغ تعداد سكانها 33 حسب تعداد اليمن لعام 2004.